# Uberaba
Uberaba est une ville brésilienne située à l'ouest de l'État de Minas Gerais. Elle fait partie du Triangle Mineiro, dans le bassin du Paraná.
En 2021, la population de la municipalité était recensée à 340 277 habitants, et son territoire couvrait une superficie de 4 524 km2.
Le 27 mars 2024, l'UNESCO a inclus Uberaba dans le réseau mondial des Géoparcs en raison de son patrimoine paléontologique et de ses aspects culturels et économiques locaux.

## Toponyme
Le nom de la ville, Uberaba, vient de la langue tupi et signifie « eau cristalline ».

## Histoire
L'histoire d'Uberaba débute avec les expéditions des bandeirantes à la recherche d'or et de terres fertiles. Au XVIIIe siècle, Bartolomeu Bueno da Silva, originaire de São Paulo, dirige une expédition dans ce qui est aujourd'hui l'État brésilien de Goiás. Par la suite, il ordonne la construction d'un passage connu sous le nom de « Estrada de Goiás ».
Plus tard, à la fin du XIXe siècle, le sergent-major Antônio Eustáquio da Silva reçoit la mission de trouver un nouveau territoire pour servir de relais et de point de commerce entre les caravanes qui traversaient la région en direction de Goiás et São Paulo.
En raison des avantages offerts par le major Eustáquio dans la ville qu'il fonde, de nouveaux immigrants s'installent dans la région, parmi eux des agriculteurs, des éleveurs, des marchands, des forgerons, et bien d'autres.
En 1816, Uberaba cessa de faire partie de la capitainerie de Goiás et devient, à la suite d'une demande populaire, un territoire du Minas Gerais. Le 2 mars 1820, le roi Jean VI de Portugal élève Uberaba au statut de freguesia. En raison de la prospérité commerciale de la région, Uberaba est élevée au rang de ville en 1856.

## Économie
Le secteur tertiaire emploie environ 60 % de la population totale, suivi de près par l'industrie, puis par l'agriculture.

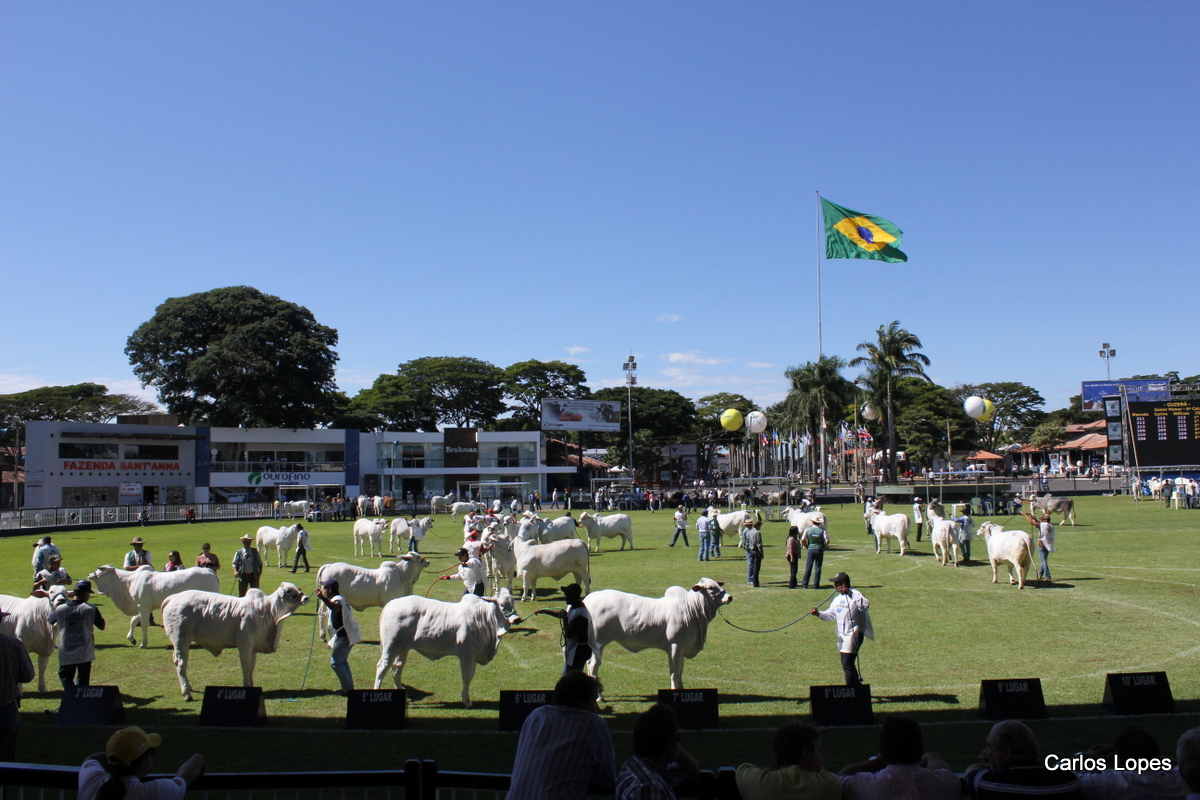
L'Expozébu.

La ville joue un rôle central en tant que pôle commercial d'une zone agricole d'importance majeure. La production de soja, de maïs et de canne à sucre est particulièrement prospère dans la région d'Uberaba.
Uberaba joue un rôle précurseur dans l'élevage du zébu et se concentre actuellement sur l'amélioration génétique de cette race. Chaque année, au mois de mai, a lieu une importante foire agricole et bovine : l'Expozébu. Cette foire est réputée pour être la plus grande exposition de zébus au monde.
Les industries présentes dans la ville comprennent des cimenteries, des usines de production d'engrais phosphatés, des industries alimentaires (confiseries), des entreprises de produits cosmétiques, de chaussures et de meubles. De plus, la ville abrite une usine de l'entreprise Black & Decker, représentant l'industrie électronique.
La ville abrite également une vingtaine d'industries chimiques qui sont parmi les plus grands producteurs d'engrais phosphatés en Amérique latine. Parmi elles figurent Mosaic, FMC Corporation, Yara International, et Sipcam Isagro Brasil (UPL).
Selon l'IBGE (Institut brésilien de géographie et de statistique), entre 2006 et 2021, Uberaba a progressé de 16 places dans le classement national des municipalités avec le PIB nominal le plus élevé. En 2006, elle était à la 78e position et a atteint la 62e position en 2021. En 2020, elle occupait la cinquième place dans l'État de Minas Gerais.

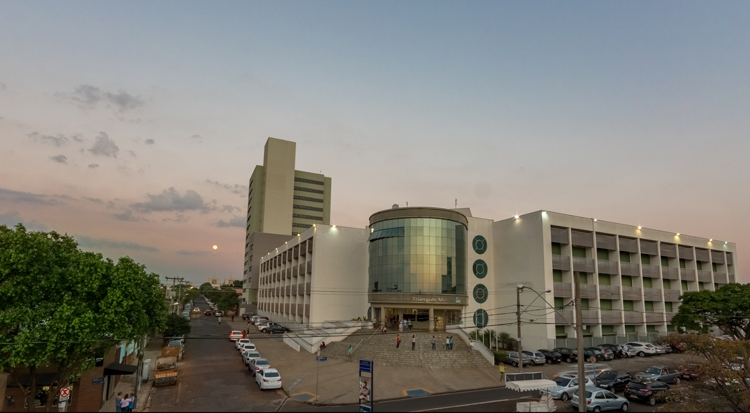
Façade du centre de l'enseignement de l'université fédérale du Triangle Mineiro (UFTM).

## Géographie
Uberaba est située dans la région géographique immédiate d'Uberaba, qui fait partie de la région géographique intermédiaire d'Uberaba, dans le Triângulo Mineiro. La ville se trouve à 481 km de la capitale de l'État, Belo Horizonte, et à 527 km de Brasilia, la capitale fédérale. En 2022, elle avait une superficie totale de 4 524 km², dont 137,04 km² de zone urbaine. Il borde Água Comprida et Campo Florido au nord, Conceição das Alagoas et Conquista à l'est, Delta et Nova Ponte au sud, et Sacramento, Santa Juliana et Veríssimo à l'ouest. À travers le Rio Grande, il borde les municipalités de São Paulo d'Aramina, Igarapava et Miguelópolis.

### Topographie
La ville est située dans le centre-sud du Brésil, à une latitude de 19 degrés sud et à une altitude de 800 mètres.

### Climat
La ville bénéficie d'un climat subtropical d'altitude de type Cwa. La température moyenne s'établit à 22,3 °C. Au mois d'août, la température augmente progressivement et atteint son pic entre septembre et octobre, parfois même jusqu'à 40 °C, avant l'arrivée des pluies. Le jour le plus froid jamais enregistré remonte à juillet 1981, lorsque la température a chuté à −2 °C.
Les précipitations à Uberaba sont abondantes, totalisant une moyenne annuelle de 1 635 millimètres. Le mois le moins pluvieux est juillet avec environ 10 mm de précipitations, tandis que le mois le plus pluvieux est janvier avec environ 325 mm.

## Culture

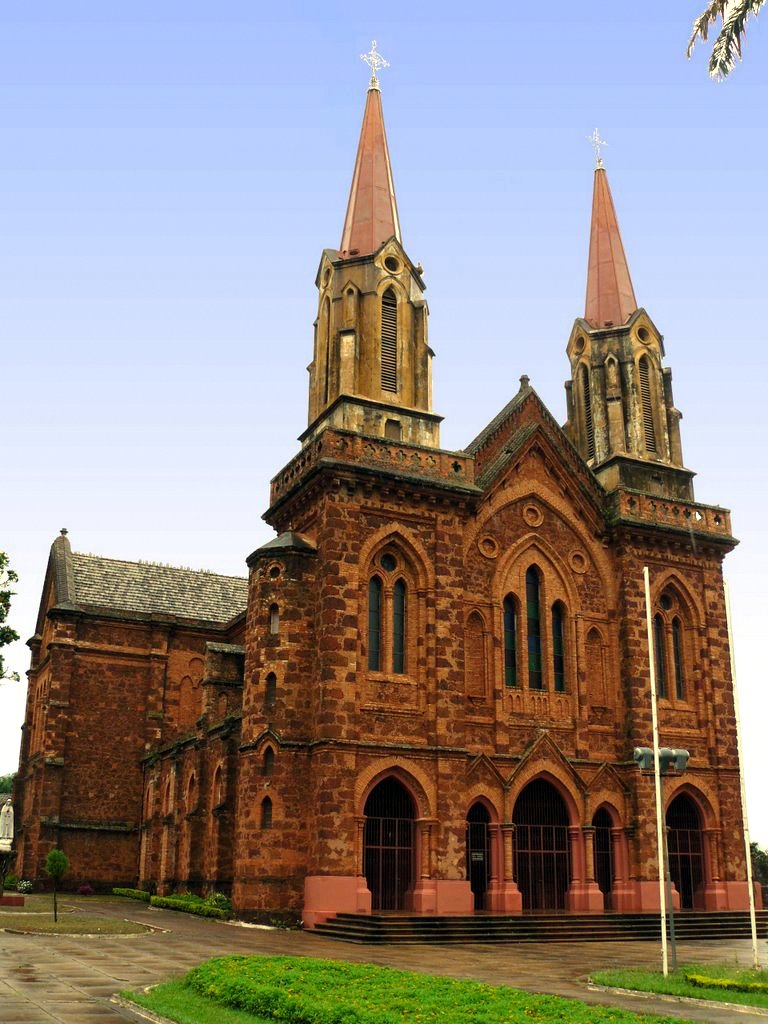
L'archidiocèse d'Uberaba est un témoignage de la présence dominicaine française à Uberaba.

### Spiritualité
À Uberaba résidait le médium spirite Francisco Cándido Xavier jusqu'à sa mort le 30 juin 2002. Un musée lui est désormais dédié dans la maison où il a passé ses derniers jours.

### Paléontologie

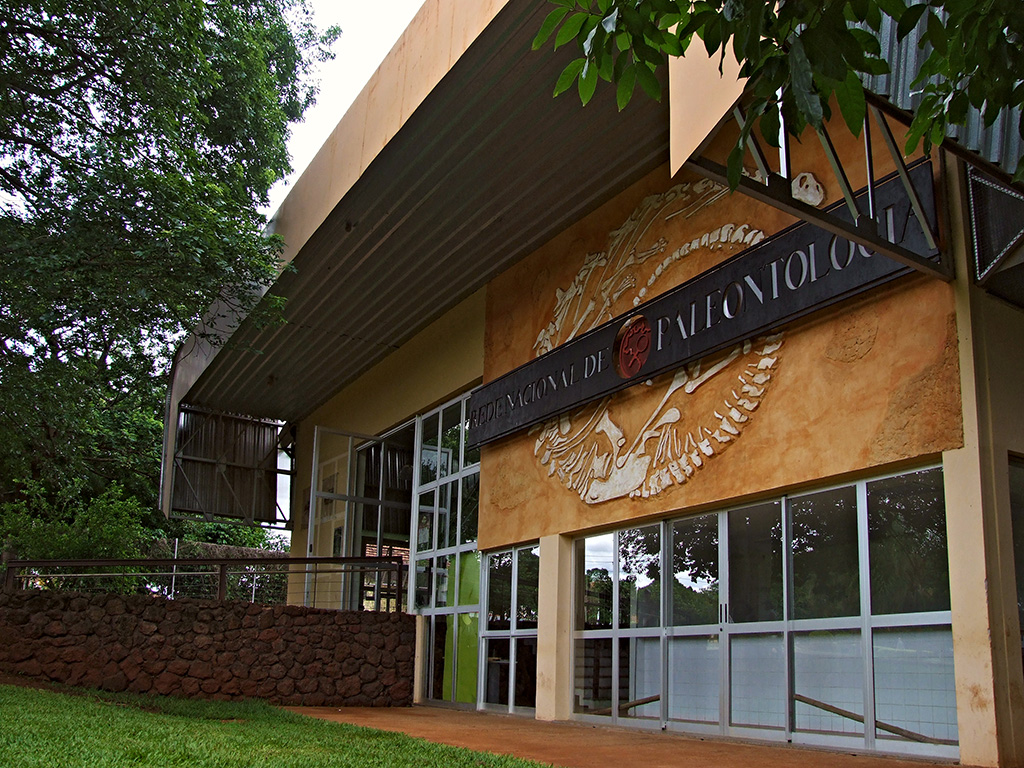
Le musée des dinosaures.

Le quartier de Peirópolis, situé à 19 km du centre-ville, est un site paléontologique majeur de la période du Crétacé, étudié pour la première fois par le paléontologue brésilien Llewellyn Price.
À Uberaba se trouve l'un des plus grands gisements de fossiles du Brésil, répartis entre les sites paléontologiques de Peirópolis et de Serra da Galga. La région a révélé des microfossiles et des macrofossiles d'une grande importance scientifique, tels que des amphibiens, des crocodylomorphes et des dinosaures appartenant au groupe des titanosaures du Crétacé supérieur, incluant la faune du Gondwana.
Le musée des dinosaures, construit dans les années 1990, abrite un ensemble de 1 500 fossiles découverts dans la région. Des études dans les domaines de la paléontologie et de la géologie sont également menées dans un centre de recherche situé dans le même bâtiment.

## Personnalités liées à la ville
- Alfredo Moser
- Yu Kamiya